# Comoedie
Comoedie (Nederlands: Komedie) is een compositie van Knudåge Riisager.
Het is het laatste werk in zijn officieuze serie "Symfonisk billede for orkester". Het boekwerkje bij de uitgave van Dacapo vermeldde dat het werk enigszins de structuur heeft van een concert voor orkest. Het thema verschuif door het gehele symfonieorkest heen. Het werk moest relatief lang wachten op haar première. Pas in februari 1934 vond Emil Reesen (dirigent, componist) de tijd rijp om het met “zijn” Deens Radio Symfonieorkest uit te voeren. De muziek is virtuoos en speels. 